# نيشان الدفاع عن الوطن
نيشان الدفاع عن الوطن ((بالفيتنامية: Huân chương bảo vệ tổ quốc)‏) هي جائزة تمنحها حكومة فيتنام. تُمنح للأفراد والمنظمات عن إنجازاتهم في تدريب وبناء القوات وفي تعزيز الدفاع والأمن الوطني.

## الجوائز الفردية
تُمنح بعد الوفاة للأفراد الذين يستوفون أحد المعايير التالية:
- حيازة الاختراعات أو المؤلفات العلمية أو الأعمال البارزة على مستوى الدولة.
- تسجيل إنجازات استثنائية غير متوقعة أو تفاني وثابت في القوات المسلحة.

## الجوائز الجماعية
تُمنح للمجموعات التي تستوفي أحد المعايير التالية:
- بعد أن تم منحه وسام الدفاع عن الوطن من الدرجة الثانية،  أو لقب مجموعة العمل الممتازة للسنوات الخمس المتتالية اللاحقة، على مستوى المقاطعة أو المنظمة الجماهيرية لثلاث مرات أو علم محاكاة الحكومة مرتين؛
- بعد أن سجلت إنجازات استثنائية غير متوقعة.[1]

## معايير الحصول على الوسام

### وسام الدفاع عن الوطن من الدرجة الأولى
للأفراد الذين يستوفون أحد المعايير التالية:
- بعد حصوله على وسام الدفاع عن الوطن من الدرجة الثانية ثم منحه لقب «جندي محاكاة وطني».
- حيازة الاختراعات والمصنفات العلمية أو الأعمال المتميزة للدولة.
- أن يكون قد حقق إنجازات استثنائية أو له تاريخ طويل من التفاني في القوات المسلحة الشعبية.

للمجموعة التي تستوفي أحد المعايير التالية:
- بعد الحصول على وسام الدفاع عن الوطن من الدرجة الثانية، والحصول على لقب «مجموعة العمل الممتازة» أو «العزم على الفوز» والحصول ثلاث مرات على «علم المحاكاة» على المستوى الوزاري؛ الفروع، المقاطعات، المنظمات الجماهيرية المركزية أو الحصول مرتين «علم محاكاة الحكومي».
- بعد أن حقق إنجازات غير عادية.

### وسام الدفاع عن الوطن من الدرجة الثانية
للأفراد الذين يستوفون أحد المعايير التالية:
- بعد الحصول على وسام الدفاع عن الوطن من الدرجة الثالثة ثم منح لقب جندي مضاهاة مرتين على مستوى المنظمات الجماهيرية الوزارية أو الفرعية أو الإقليمية أو المركزية أو منحها مرة واحدة شهادة الاستحقاق من قبل رئيس الوزراء.
- حيازة الاختراعات والأعمال العلمية أو الأعمال الممتازة في المنظمات الجماهيرية الوزارية أو الفرعية أو الإقليمية أو المركزية.
- تحقيق إنجازات بارزة غير متوقعة أو تاريخ طويل من التفاني في صفوف القوات المسلحة الشعبية.

للمجموعة التي تستوفي أحد المعايير التالية:
- بعد حصولهم على وسام الدفاع عن الوطن من الدرجة الثالثة، وتحقيق لقب «مجموعة العمل الممتازة» أو «العزم على الفوز» مرتين على التوالي، ومنح مرتين علم المحاكاة على المستوى الوزاري مرتين، أو الفروع، أو المقاطعات، أو المنظمات الجماهيرية المركزية أو مرة واحدة حصل على علم التقليد الحكومي.
- إنجازات بارزة بشكل غير متوقع.

### وسام الدفاع عن الوطن من الدرجة الثالثة
للأفراد الذين يستوفون أحد المعايير التالية:
- الحصول على لقب «مقاتل مضاهاة القاعدة» لمدة 7 سنوات متتالية وحصل على شهادة الاستحقاق على مستوى المنظمات الجماهيرية الوزارية أو الفرعية أو الإقليمية أو المركزية مرتين أو مرة واحدة على شهادة الاستحقاق من رئيس الوزراء.
- امتلاك أعمال علمية أو فنية أو وجود مبادرات وحلول مفيدة يتم تقييمها بشكل ممتاز من قبل مجالس العلوم على المستوى الوزاري وتطبيقها في الممارسة العملية، مما يحقق كفاءة عالية وعملية.
- تحقيق إنجازات بارزة غير متوقعة أو تاريخ طويل من التفاني في صفوف القوات المسلحة الشعبية.

للمجموعة التي تستوفي أحد المعايير التالية:
- الحصول على لقب «مجموعة العمل الممتازة» أو «العزم على الفوز» لمدة 5 سنوات متتالية ومنح مرة واحدة «علم المحاكاة» على مستوى المنظمات الجماهيرية الوزارية أو الفرعية أو الإقليمية أو المركزية أو حصل على شهادة الاستحقاق.
- إنجازات بارزة بشكل غير متوقع.